# Petra Schwarzenberg
Petra Schwarzenberg ist eine deutsche Journalistin und Fernsehmoderatorin.

## Leben und Wirken
Petra Schwarzenberg ging bis zur 11. Klasse auf das Gymnasium in Tegernsee und machte 1980 ihr Abitur in Bad Tölz. Anschließend absolvierte sie ein Studium für Romanistik und Germanistik an der Ludwig-Maximilians-Universität München. Im Jahr 1987 hospitierte sie beim BR die Hörfunknachrichten und das Fernsehressort Politik und Aktuelles. Dort machte sie eine Sprecherausbildung und war als freie Mitarbeiterin im Sender tätig. Sie moderierte Sendungen in den Programmen der Radiosender Bayern 1 und Bayern 3, war im Radioteam von Thomas Gottschalk und präsentierte die Nachrichtensendungen Abendschau und Rundschau.
Ab 1993 war Petra Schwarzenberg in der Redaktion als Moderatorin der Nachrichtensendung Der Tag beim Privatsender VOX in Köln tätig. Ein Jahr später präsentierte sie RTL aktuell und das RTL Nachtjournal. Dort war sie die Stellvertreterin von Chefredakteur Peter Kloeppel. Nachdem sie im Jahr 2003 auf Grund einer Schwangerschaft RTL verlassen hatte, stieg sie beim Nachrichtensender n-tv ein, wo sie bis 2012 die Nachrichtensendungen moderierte.
Seit Dezember 2012 arbeitet Petra Schwarzenberg in der Nachrichtenredaktion des Rundschau-Magazin (2022 umbenannt in BR24) des Bayerischen Rundfunks und moderierte von 2012 bis 2019 die Hauptausgabe der Rundschau im Bayerischen Fernsehen. Zudem moderierte Schwarzenberg von 2012 bis 2017 vertretungsweise auch das ARD-Mittagsmagazin. Sie ist mit dem Komponisten Thomas Rebensburg, einem Onkel der Skirennläuferin Viktoria Rebensburg, verheiratet und hat zwei Kinder.